# Gabriel Valentin
Gabriel Gustav Valentin, semplicemente conosciuto come Gabriel Valentin (Breslavia, 8 luglio 1810 – Berna, 24 maggio 1883), è stato un fisiologo tedesco.

## Biografia
Studiò presso l'Università di Breslavia (con M.D. 1832), e si stabilì in seguito come medico nella medesima città. Nel 1835, Valentin ricevette il Gran Premio dell'Institut de France per il suo libro Histiogenia Comparata, che è un trattato competente sulla evoluzione degli animali e delle piante. Nel 1836, fu eletto come professore di fisiologia presso l'Università di Berna, che ricoprì fino all'età di 45 anni, nel 1881.
Valentin fu autore di numerose opere su vari argomenti: sul sangue e la sua circolazione, sulla digestione, sull'energia elettrica dei muscoli e dei nervi, sulla fisiologia dei sensi, sulla tossicologia, etc. Dal 1836 al 1843, Valentin pubblicò il Repertorium für Anatomie und Physiologie.

## Opere

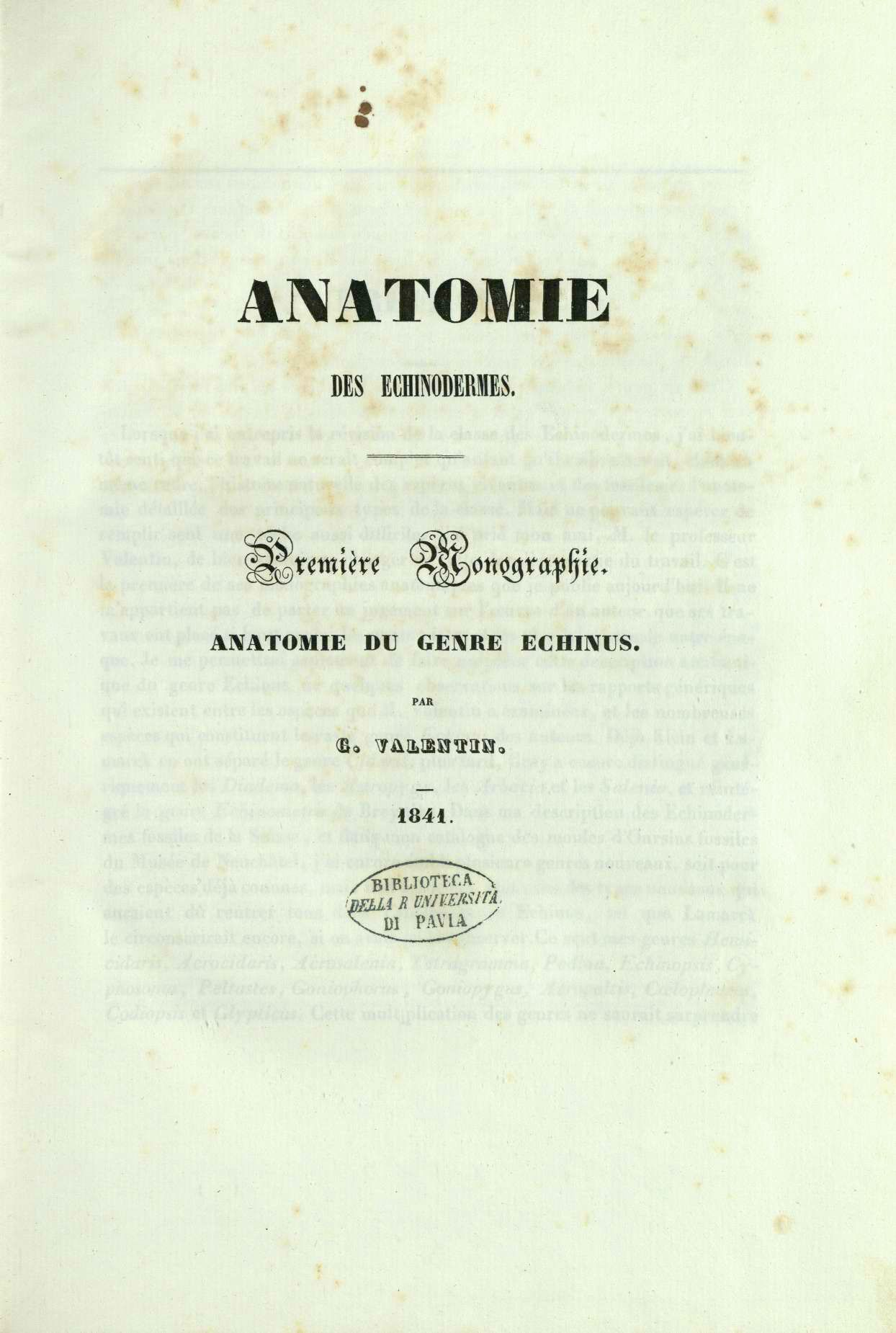
Anatomie des échinodermes, 1841

- Handbuch der Entwicklungsgeschichte des Menschen, mit Vergleichender Rücksicht der Entwicklung der Säugethiere und Vögel, Berlino e Paris, 1835;
- Ueber den Verlauf und die Letzten Enden der Nerven, Bonn, 1836;
- Ueber Mechanik des Blutumlaufs, Lipsia, 1836;
- De Functionibus Nervorum Cerebralium et Nervi Sympathici, Berna, 1839;
- (FR) Anatomie des échinodermes, Neuchâtel, 1841.
- Lehrbuch der Physiologie des Menschen, Brunswick, 1844, 2ª ed. 1847-1850;
- Grundriss der Physiologie des Menschen, ib. 1846, 4ª ed. 1854;
- Der Einfluss der Vaguslähmung auf die Lungen und Hautausdünstung, Frankfort-on-the-Main, 1857;
- Die Untersuchung der Pflanzen- und Thiergewebe im Polarisierten Licht, Lipsia, 1861;
- Beiträge zur Anatomie und Physiologie des Nerven- und Muskel-systems, ib. 1863;
- Der Gebrauch des Spektroskops, ib. 1863;
- Versuch einer Physiologischen Pathologie der Nerven, ib. 1864;
- Versuch einer Physiologischen Pathologie des Bluts und der Uebrigen Körpersäfte, ib. 1866-1867.